# Alternatíva Németországért
Az Alternatíva Németországért (németül: Alternative für Deutschland, rövidítve AfD, gyakran Alternatíva Németországnak) szélsőjobboldali populista, euroszkeptikus extrémista politikai párt, amelyet 2013-ban alapítottak Németországban. Ellenzi a bevándorlást és élesen kritizálta Angela Merkel kancellárt, akinek politikája szerintük lehetővé tette a 2016 körüli bevándorlási hullámot.
2013-ban alakult euroszkeptikus, gazdaságilag liberális és nemzeti liberális pártként. Több belső hatalmi harc után a mérsékeltebb vezetők távoztak és a párt ideológiailag jelentősen jobbra tolódott. A párt csillaga gyorsan emelkedett, három év alatt a német szövetségi szintű pártpolitikai élet egyik főszereplőjévé vált. A 2017-es németországi szövetségi választásokon a szavazatok 12,6 százalékát megszerezve mindjárt a harmadik legnagyobb erővé vált a német szövetségi parlamentben.
Az Alternatíva Németországért a 2021. szeptember 26-án tartott német szövetségi választáson a szavazatok 10,3%-át szerezte meg, ami 83 képviselői helyet jelentett a Bundestagban. Az AfD a 2025. február 23-án tartott előrehozott német szövetségi választáson történelmi eredményt ért el: a szavazatok 20,8%-át szerezte meg, ezzel a második legerősebb párttá vált a Bundestagban. Ez jelentős előrelépés volt a 2021-es választáshoz képest. Az AfD 152 képviselői helyet szerzett, ami 69-cel több, mint az előző ciklusban.
A német Szövetségi Alkotmányvédelmi Hivatal (BfV) 2021 eleje óta az egész pártot a feltételezett jobboldali szélsőséges csoportok közé sorolta, hogy azt a hírszerző szolgálatok segítségével országszerte megfigyelhessék. A párt „antidemokratikus törekvésekre utaló jeleket” mutatott; „egyes embercsoportok emberi méltósága ellen irányuló törekvéseket”  folytatott.
A BfV 2025. május 2-án hivatalosan is „bizonyítottan szélsőjobboldali” szervezetként minősítette az Alternatíva Németországért pártot, miután egy több mint 1100 oldalas jelentésben részletesen dokumentálta a párt etnikai alapú ideológiáját és a migránsokkal, valamint muszlimokkal szembeni uszító retorikáját. Ez a minősítés lehetővé tette a hatóságok számára, hogy fokozott megfigyelést alkalmazzanak a párttal szemben, beleértve a lehallgatásokat, informátorok bevetését és titkos megfigyeléseket. A döntés várhatóan új lendületet ad az AfD esetleges betiltásáról szóló politikai vitáknak. Az AfD vezetői, Alice Weidel és Tino Chrupalla politikai indíttatásúnak nevezték a döntést, és jogi lépéseket helyeztek kilátásba.

## Története

### Az alapítás
2012 szeptemberében Bad Nauheimban Alexander Gauland hesseni politikus, Bernd Lucke közgazdász és Konrad Adam újságíró (1979 és 2000 közt a Frankfurter Allgemeine Zeitung szerkesztője, 2008-ig a Die Welt tudósítója) megalapították a Választási Alternatíva 2013 (németül Wahlalternative 2013) nevű politikai csoportosulást, amely az eurózóna-válságra adott német kormányzati válaszokat kritizálta. A csoport kiáltványát 68 közgazdász, újságíró, üzletember és oktató írta alá. Az aláírók fele oktató volt, háromnegyedük akadémiai fokozattal.
A csoport azt állította, hogy az eurózóna mint optimális devizaövezet kudarcot vallott, és hogy a dél-európai államok az euró keltette versenyfeszültség miatt nyomorba süllyednek.

"Wahlalternative 2013" logó

A későbbi AfD néhány tagja Választási Alternatíva 2013 név alatt, a Szabad Szavazók (Freie Wähler, FW vagy FWG) mozgalommal szövetségben indult az alsó-szászországi választásokon, és 1 százalékot szerzett.
2013 februárjában a csoport úgy döntött, hogy pártot hoznak létre és indulnak a 2013-as szövetségi választáson. A Szabad Szavazók, amint Bernd Lucke egy kiszivárgott elektronikus leveléből kiderült, visszautasították a csatlakozást.
Az euró kivezetését sürgetve az új párt, az AfD a Szabad Szavazóknál radikálisabb álláspontot képviselt. A Német Kalózpárt ugyanígy kizárta a koalíciót az AfD-vel 2013 tavaszi kongresszusán.

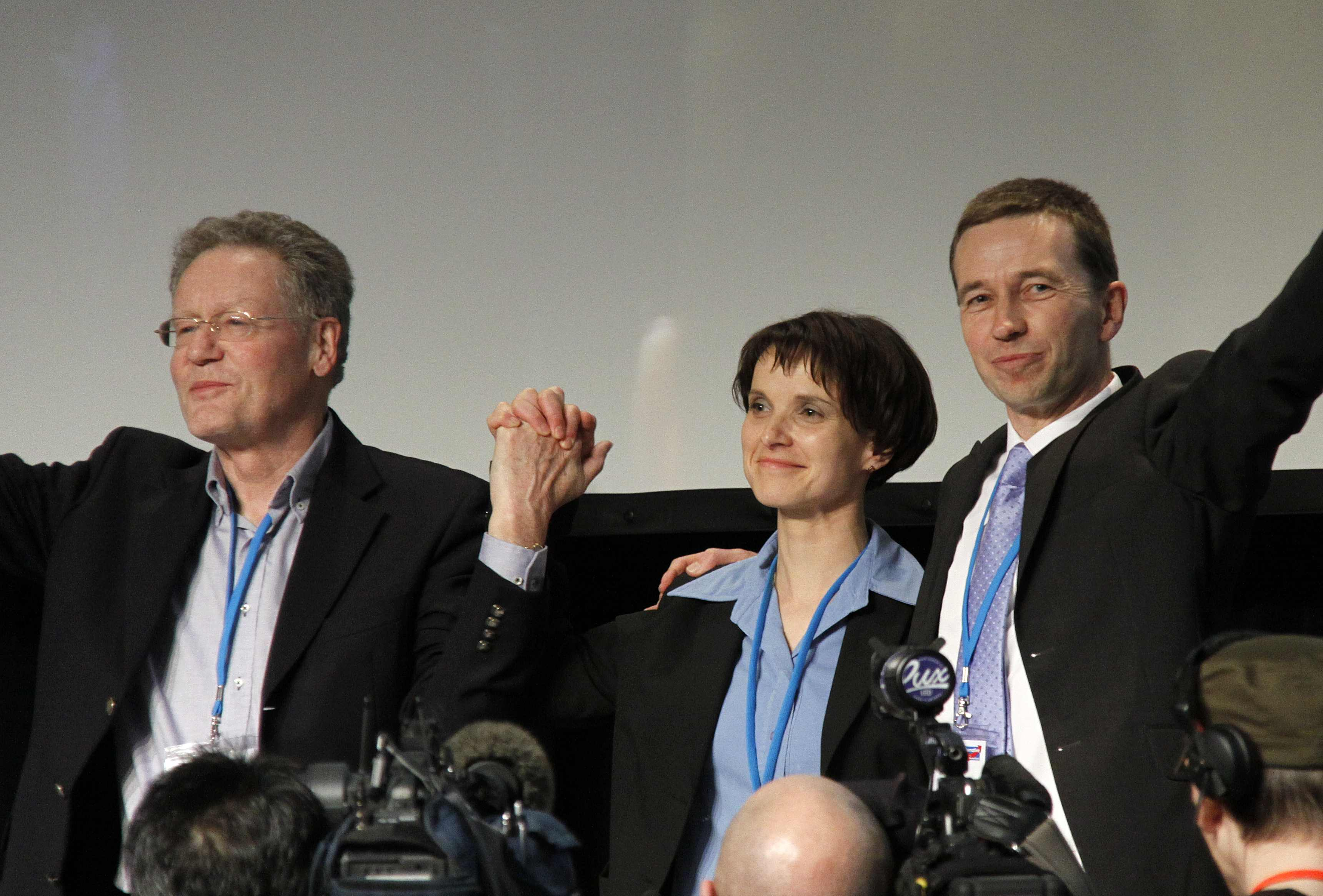
Konrad Adam (balra), Frauke Petry és Bernd Lucke az AfD első kongresszusán 2014 április 14-én

Az AfD kezdeti támogatói ugyanazok az értelmiségiek voltak, akik korábban a Választási Alternatíva 2013 mögött álltak, és olyan korábbi Kereszténydemokrata Unió (a kormányzó CDU) tagok is voltak köztük, akik korábban a német Szövetségi Alkotmánybírósághoz fordultak a kormány eurózóna-politikája ellen.

Az AfD második szavazati aránya a 2013-as németországi szövetségi választáson

Az AfD képviselete a német tartományokban

Az AfD 2013. április 14-én tudatosította létrejöttét a szélesebb nyilvánosságban, amikor Berlinben megtartotta első kongresszusát, ahol megválasztották az új párt vezetőségét és elfogadták politikájának fő vonalait.
Bernd Lucke vállalkozót, Frauke Petryt és Konrad Adamot választották meg szóvivőknek. Az AfD szövetségi tanácsa három helyettes szővivőt is választott, Alexander Gaulandot, Roland Klaust és Patricia Casalét. A pártpénztárnok Norbert Stenzel lett, a három helyettes Irina Smirnova, Beatrix Diefenbach and Wolf-Joachim Schünemann. A párt tudományos tanácsadó testületébe Joachim Starbatty közgazdászt választották, és Jörn Krusét, Helga Luckenbachot, Dirk Meyert és Roland Vaubelt.
Március 31 és május 12 között az AfD mind a 16 szövetségi államban megalapította szervezeteit, a szövetségi választásokra készülve. 2013 június 15-én Darmstadtban megalapították az AfD ifjúsági szervezetét, az Fiatalok Alternatívája Németországért néven (Junge Alternative für Deutschland). 2013 áprilisában, amikor David Cameron brit kormányfő Németországba látogatott, a brit Konzervatív Párt jelentések szerint kapcsolatba lépett az AfD-vel és a Szabad Szavazókkal is, hogy az Európai Konzervatívok és Reformisták által támogatott lehetséges együttműködésről tárgyaljanak. 2013 júniusában a londoni Portcullis házban Bernd Lucke részt vett egy kérdezz-felelek találkozón, amelyet a Konzervatív Párttal szövetséges Bruges Group kutatóintézet szervezett. 2013 áprilisában a konzervatív Frankfurter Allgemeine Zeitung részletes jelentést közölt a CDU és a szociáldemokraták (SPD) adatgyűjtéséről az AfD ellen.

#### A párt nevének eredete
Angela Merkel kancellár több ízben használta az alternativlos, azaz alternatíva nélküli kifejezést – alátámasztandó belföldi politikáját és az euróövezet válsága kapcsán képviselt álláspontját – , melyet 2010-ben Németországban az év legoffenzívabb kifejezésének választottak. Egyes kijelentések alapján tudatosan Merkel szavajárására reagálva jött létre 2012–2013-ban az Alternatíva Németországért.

### A 2013-as szövetségi választásokon
2013 szeptember 22-én az AfD a szavazatok 4,7 százalékát szerezte meg a 2013-as német szövetségi választásokon, és így nem érte el az 5 százalékos küszöböt a Bundestagba jutáshoz. A párt mintegy kétmillió listás és 810 ezer választókerületi szavazatot kapott.

### A 2013-as tartományi választásokon
A 2013 szeptember 15-én tartott bajor tartományi választásokon az AfD nem vett részt. A párt először Hessenben jutott tartományi törvényhozói helyhez, amikor Jochen Paulus elhagyta a Német Szabaddemokrata Pártot és az AfD-be lépett át, 2013 májusában, akit aztán nem választottak újra, és 2014 januárjában elhagyta a hivatalát. A 2013 szeptember 22-én, a szövetségi választásokkal egy napon tartott hesseni tartományi választáson az AfD csak 4 százalékot kapott, és nem jutott be a parlamentbe.

### A 2014-es európai parlamenti választásokon
2014 elején a német alkotmánybíróság alkotmányellenesnek mondta ki az európai parlamenti választásokon alkalmazott bejutási küszöböt. A 2014-es választáson nem alkalmaztak először küszöböt Németországban.

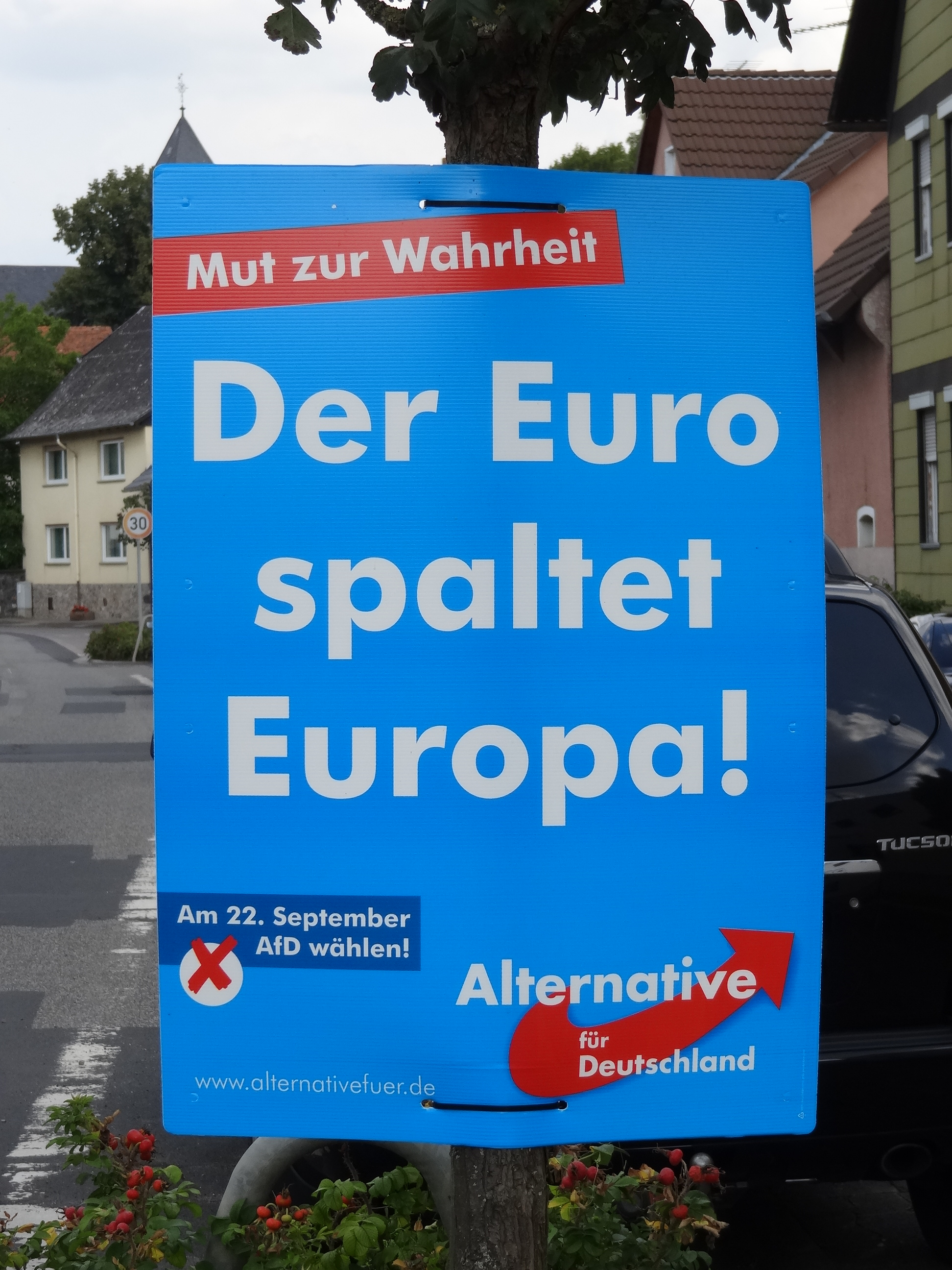
"Mut zur Wahrheit! Az euró széthasítja Európát" a 2013-as választási plakáton

Az AfD 2014 január 25-én párttanácskozást tartott at északnyugat-bajorországi Aschaffenburgban, a Frankenstolz Arénában. A tanácskozás szlogenje Mut zu Deutschland volt ("bátorság [kiállni] Németországért"), a korábbi Mut zur Wahrheit helyett ("bátorság az igazságért [kimondásáért]", vagy pontosabban, "úgy mondani, ahogy van"). Ez vitát váltott ki a párt szövetségi elnökségében, mert volt aki attól tartott, hogy túl Európa-ellenesnek mutatja a pártot. Végül az a kompromisszum született, hogy a szlogen legyen "MUT ZU D*EU*TSCHLAND", úgy hogy a Németországot jelentő Deutschland szón belül az EU betűket vegye körbe az európai zászló 12 csillaga. A tanácskozás 26-án megválasztotta az európai választásokra a párt hat vezető jelöltjét, majd a következő hétvégén ismét összeült megválasztani a több jelöltet. A párt 7–28. helyére a jelölteket február 1-jén választották meg Berlinben. A lista élére Bernd Lucke, az AfD elnöke került,
2014 februárjában AfD tisztviselők arról beszéltek, hogy tárgyalásokat folytattak a szövetkezésről a brit EU-ellenes UKIP párttal – amit Bernd Lucke ps az AfD szövetségi elnöksége ellenzett -, és az ECR csoporttal is, amelyhez a brit Konzervatív Párt tartozik. 2014 áprilisában Hans-Olaf Henkel, aki Luckét követte az AfD európai választási listáján, kizárta, hogy a választás után az AfD egy csoportba ülne a UKIP-pal, és azt mondta, a brit Konzervatív Párt a kívánatos partner az Európai Parlamentben. 2014 májusában Bernd Lucke az EKR cseh és lengyel tagpártjaival tárgyalt.
A május 25-én tartott választáson az AfD ötödik helyen végzett. A szavazatok 7,1 százalékát kapta (2 065162 szavazatot), és hét képviselőt küldhetett az Európai Parlamentbe. 2014 június 12-én az AfD közölte, hogy befogadták az Európai Parlament EKR csoportjába. Az EKR nem közölte a szavazása adatait, de a jelentések szerint 29-en támogatták, és 26-an ellenezték az AfD befogadását.

### A 2014-es tartományi választások
2014 augusztus 31-én az AfD 9.7 százalékos eredményt ért el a szászországi tartományi választáson, ami 14 képviselői helyet jelentett a szász parlamentben. Szeptember 14-én 10,6 százalékos eredményt értek el Türingiában és12,2 százalékot Brandenburgban, mindkét helyen 11 mandátumot szerezve.

### 2015-ös tartományi választások
2015 februárjában a párt 6,1 százalékos eredményt és 8 mandátumot ért el Hamburgban, a második legkisebb német tartományban. Ez volt az első alkalom, hogy nyugati tartományban is mandátumokat szerzett az AfD.
Május 10-én 5,5 százalékos eredménnyel szerepeltek Bréma tartomány választásain. Ez volt az 5. tartomány, ahol bejutottak a törvényhozásba.

### Petry lesz a vezető, Lucke távozik
2015. július 4-én a párt Essenben tartott kongresszusa a szavazatok 60 százalékával Frauke Petryt választotta az AfD de facto fő szóvivőjévé Bernd Lucke előtt. Ez több hónapos belső vitát követett, még a kongresszust is elhalasztották, miután eredetileg júniusra tervezték. Petry megválasztását általában a párt jobbra tolódásaként értelmezték. A hangsúly olyan kérdésekre helyeződött át, mint a bevándorlás, az iszlám és Németország viszonya, vagy az Oroszországgal való kapcsolatok erősítése, és ez egy olyan változás volt, amit Lucke a szélsőjobboldali Pegida párthoz való hasonlóvá válásnak nevezett. A rákövetkező héten, július 7-én európai parlamenti képviselői közül öt is hagyta el a pártot, és csak ketten maradtak: Beatrix von Storch és Marcus Pretzell. 2015 július 8-án Lucke bejelentette, hogy elhagyja a pártot, a xenofóbia és az oroszbarát érzelmek erősödésére hivatkozva a pártban. Július 19-én Lucke és korábbi AfD tagok már azt jelentették be, hogy az AfD eredeti elvei mentén új pártot hoznak létre. Ez a Liberális Konzervatív Reformerek párt ( Liberal-Konservative Reformer, vagy LKR, 2016 novemberéig ALFA).

### Együttműködés az FPÖ-vel, kiűzetés az EKR-ből
2016 februárjában az AfD bejelentette, hogy együttműködési megállapodást kötött az Osztrák Szabadságpárttal, az FPÖ-vel. 2016 március 8-án az EKR-ben eljárás indult az AfD kizárására az FPÖ-vel való kapcsolatai miatt. A két megmarad AfD-s képviselő március 31-ig kapott időt, hogy távozzanak a csoportból, ellenkező esetben április 12-én kizárták volna őket. Beatrix von Storch elhagyta az EKR-t és a Szabadság és Közvetlen Demokrácia Európája frakcióhoz csatlakozott. Marcus Pretzell megvárta, hogy kizárják az EKR-ből.

### Tartományi választások 2016-ban
- A 2016-os baden-württembergi tartományi választáson az Alternatíva Németországért harmadik helyen végzett.
- A 2016-os Rajna-vidék-Pfalz tartományi választáson a párt harmadik helyen végzett.
- A 2016-os Szász-Anhalt tartományi választáson a párt második helyen végzett.
- A 2016-os mecklenburg-elő-pomerániai tartományi választáson az Alternatíva Németországért második helyen végzett, ezzel megelőzte a CDU-t.[73][74]
- A 2016-os berlini tartományi választáson a párt ötödik helyen végzett, ezzel bekerült a Berlini tartományi parlamentbe.

### A 2016-os pártkongresszus
A 2016 április 30 és május 1 között tartott kongresszusán elfogadott platform szerint az AfD betiltaná az iszlám szimbólumokat, mint a burka, a minaret és az adzán, "az iszlám nem része Németországnak" szlogen jegyében.

### 2017
2017 áprilisában Frauke Petry bejelentette, hogy nem lesz a párt fő jelöltje a 2017-es német szövetségi választásokon, részben az olyan jelentések miatt, amelyek szerint meg akarná változtatni a párt politikáját, hogy több mérsékelt szavazót vonzzon. A választások után Petry ki is lépett a pártból, és megnyert mandátumával független képviselő lett.

### 2018
2018. október 9-én az AfD politikusai megalapították a zsidó tagozatot (JAfd), és jelenleg 24 tagja van a tagozatnak.

### A 2024. őszi tartományi választások
Az AfD a 2024. szeptember 1-jei türingiai tartományi választáson 32,8 százalékot ért el, és ezzel a párt életében először szerzett első helyet egy tartományi választáson. A párt a szászországi tartományi választáson 30,6 százalékot, míg a szeptember 22-i brandenburgi tartományi választáson 29,2 százalékot ért el, és ezekkel az eredményekkel a másik két kelet-német tartományban második lett. Weidelék pártja ezekkel az eredményekkel jócskán megelőzte a kormányzó közlekedésilámpa-koalíció történelmi pártjai közül a Zöldeket és az FDP-t, valamint Brandenburg kivételével az SPD-t is.
Az AfD eredményei a 2024 szeptemberi kelet-németországi választásokon a főbb pártokkal összehasonlítva.
| Párt   | Türingia (%) | Szászország (%) | Brandenburg (%) |
| ------ | ------------ | --------------- | --------------- |
| AfD    | 32,8%        | 30,6%           | 29,2%           |
| CDU:   | 23,6%        | 31,9%           | 12,1%           |
| BSW    | 15,8%        | 11,8%           | 13,5%           |
| SPD    | 6,1%         | 7,3%            | 30,9%           |
| Zöldek | 3,2%         | 5,1%            | 4,1%            |
| FDP    | 1,1%         | 0,9%            | –               |

## Ideológiája, politikája
Az AfD önmeghatározása szerint középjobb, konzervatív pártként alakult, amely a középosztályt célozta meg és az euroszkepticizmust képviselte. Támogatta Németország tagságát az Európai Unióban, de nem akart további integrációt, kritizálták az euró létezését is és az eurozóna tagjainak kisegítését, mint Görögország esetében. A párt támogatta a svájci típusú közvetlen demokrácia bevezetését, az eurózóna feloszlatását, ellenezte a bevándorlást és a melegházasságot. Ennek ellenére a 2016-os berlini törvényhozási választásokon a párt a melegekkel kampányolt, egy olyan plakáttal, melyen egy meleg pár arról beszél, hogy "nem tartják fontosnak a muszlimokkal való ismerkedést, mert szerelmünk halálos bűnnek számít."
2015 májusára két pólus alakult ki a párton belül, az egyik Lucke és gazdaságpolitikai elképzelései, a másik Petry körül. aki a bevándorlásellenes politikára koncentrált. A két csoport vetélkedésének az lett a vége, hogy Lucke és támogatói elhagyták az AfD-t és új pártot alapítottak.
A párt választások közti manifesztuma szerint az AfD a melegek házasságát és gyermek-örökbefogadását is ellenzi. A német baloldali napilap Die Tageszeitung úgy írta le a pártot, mint ami "régi nemi szerepeket" támogat.
A párt tagadja, hogy a globális felmelegedést emberi tényezők okozzák. Emiatt kritizálja a német energiarendszer átalakításának politikáját (Energiewende). Például "a szélenergia kontrollálatlan terjeszkedését" is kritizálta.
Az AfD visszaállítaná a sorozást, 18 éves kortól.

### Kezdeti imidzse
Mivel a párt először a konzervatív, tanult középosztályt célozta meg, kezdeti támogatói kétharmada rendelkezett doktorátussal. Az AfD-t a "professzorok pártjaként" emlegették. Úgy írták le, mint olyan professzorok és akadémikusok csoportja, akik elutasították a pártpolitika diktálta kompromisszumokat purista elméleteikről. a párt kezdeti támogatóinak 86 százaléka férfi volt.

### Szélsőségekhez való viszonya
Az AfD szervezőinek üzenete az volt, hogy nem kívánják soraikba a jobboldali radikálisokat. A jelentkezőket ellenőrzik, hogy (mint más német pártok is) kiszűrjék a szélsőjobboldaliakat és a Német Nemzeti Demokrata Párt (NPD) korábbi tagjait, akik a párt euró-ellenes politikát támogatni csatlakoznának. A párt mérsékelte hangnemét Facebook oldalán, miután a médiában azzal vádolták, hogy a szélsőjobbhoz hasonló nyelvezetet használ. A korábbi pártelnök Bernd Lucke kezdetben védelmébe vette az erős szóhasználatot, a véleményszabadságra hivatkozva, de eközben azt is megjegyezte, hogy "a taps a rossz oldalról jön", az NDP-től érkező dicséretekre utalva. Az AfD-t amiatt is támadták, hogy a berlini szálloda előtt, ahol alakuló ülésüket tartották, Junge Freiheit című, a szélsőjobboldal köreiben is népszerű hetilapot osztogatták. A Rheinische Post című lap arra mutatott rá, hogy egyes AfD tag és támogatók a konzervatív Junge Freiheit lapba írnak. Ugyanakkor az alakuló ülés helyszíne előtt tüntetett Andreas Storr, az NDP képviselője a szász parlamentben, aki riválist lát az AfD-ben az euroszkeptikus szavazatok megszerzésében.

## Választási eredmények

### Bundestag
| Választások | Választókerületi szavazatok száma | Pártlistás szavazatok száma | %    | Megszerzett helyek száma | Kormány/Ellenzék?              | Pártelnök                         |
| ----------- | --------------------------------- | --------------------------- | ---- | ------------------------ | ------------------------------ | --------------------------------- |
| 2013        | 810 915                           | 2 056 985                   | 4,7  | 0 / 630                  | Nem jutott be a törvényhozásba | Bernd Lucke                       |
| 2017        | 5 316 095                         | 5 877 094                   | 12,6 | 94 / 709                 | Ellenzék                       | Alice Weidel és Alexander Gauland |
| 2021        | 4 699 926                         | 4 809 233                   | 10,3 | 83 / 735                 | Ellenzék                       | Tino Chrupalla és Alice Weidel    |
| 2025        | 10 175 438                        | 10 327 148                  | 20,8 | 152 / 630                | Még nem ismert                 | Alice Weidel                      |

### Tartományi parlamentek
| Tartomány                 | Választási év | Szavazatok száma | %    | Megszerzett helyek száma | Kormány/Ellenzék?         |
| ------------------------- | ------------- | ---------------- | ---- | ------------------------ | ------------------------- |
| Alsó-Szászország          | 2022          | 396 839          | 11,0 | 18 / 146                 | Ellenzék                  |
| Baden-Württemberg         | 2021          | 473 309          | 9,7  | 17 / 154                 | Ellenzék                  |
| Bajorország               | 2023          | 1 999 924        | 14,6 | 32 / 203                 | Ellenzék                  |
| Berlin                    | 2023          | 137 810          | 9,1  | 17 / 147                 | Ellenzék                  |
| Brandenburg               | 2024          | 438 811          | 29,2 | 30 / 88                  | Ellenzék                  |
| Bréma                     | 2023          | Nem indult       | –    | 0 / 84                   | Nem indult                |
| Észak-Rajna-Vesztfália    | 2022          | 388 768          | 5,4  | 12 / 195                 | Ellenzék                  |
| Hamburg                   | 2025          | 329 066          | 7,5  | 10 / 121                 | Ellenzék                  |
| Hessen                    | 2023          | 518 674          | 18,4 | 28 / 133                 | Ellenzék                  |
| Mecklenburg-Elő-Pomeránia | 2021          | 152 747          | 16,7 | 14 / 79                  | Ellenzék                  |
| Rajna-vidék-Pfalz         | 2021          | 160 273          | 8,3  | 9 / 101                  | Ellenzék                  |
| Saar-vidék                | 2022          | 25 718           | 5,7  | 3 / 51                   | Ellenzék                  |
| Szászország               | 2024          | 719 274          | 30,6 | 40 / 120                 | Ellenzék                  |
| Szász-Anhalt              | 2021          | 221 487          | 20,8 | 23 / 97                  | Ellenzék                  |
| Schleswig-Holstein        | 2022          | 61 169           | 4,4  | 0 / 69                   | Kiesett a törvényhozásból |
| Türingia                  | 2024          | 396 704          | 32,8 | 32 / 88                  | Ellenzék                  |

## Vitatott ügyek

### Képviselő Stasi múlttal
A 2017-es választásokon Harz körzetéből induló képviselő-jelölt Ronald Bischoffról kiderült, hogy az NDK idején 1977 és 1989 a Stasi ügynöke volt. Bischoff hivatalosan a halberstadti tanács majd a Magdeburg kerületi tanács munkatársa volt. A körzetet végül Heinz Brehmer kereszténydemokrata jelölt nyerte meg, Bischoff a harmadik lett.

## Tagozatok
A párt alapszabálya szerint „a tagozat olyan nyitott szerveződés, amely fórumot teremt a párttagok és nem párttagok elsősorban szakmai véleménynyilvánítására.
| Név           | Elnök          | Elnökhelyettes vagy alelnök |
| ------------- | -------------- | --------------------------- |
| Zsidó Tagozat | Dimitri Schulz |                             |
| LMBT Tagozat  | N/A            |                             |

## Fordítás
Ez a szócikk részben vagy egészben  az   Alternative for Germany című angol Wikipédia-szócikk ezen változatának fordításán alapul.  Az eredeti cikk szerkesztőit annak laptörténete sorolja fel. Ez a jelzés csupán a megfogalmazás eredetét és a szerzői jogokat jelzi, nem szolgál a cikkben szereplő információk forrásmegjelöléseként.